# Felice Romani
Felice Romani (Gènova, 31 de gener de 1788 - Moneglia, 28 de gener de 1865) va ser un poeta, llibretista i professor de literatura i mitologia, italià. Va escriure llibrets d'òpera per a compositors cèlebres, com ara Donizetti i Bellini. Se'l considera un dels millors llibretistes italians, junt amb Metastasio i Boito.
Romani va deixar Gènova per Pisa amb l'objectiu d'«estudiar lleis per a complaure la seua família, i literatura per a complaure's a si mateix». Posteriorment va ingressar en la Universitat de Gènova, i mentre estudiava traduïa literatura francesa. Amb un col·lega, va preparar un diccionari en sis volums de mitologia i antiguitat, incloent la història celta a Itàlia. El coneixement de Romani del francès i l'antiguitat es reflecteix en els llibrets que va escriure; la majoria estan basats en literatura francesa i molts, com per exemple el de Norma, van utilitzar fonts mitològiques o antigues.
Romani va viatjar extensament per Espanya, on va donar classes de cant tenint entre d'altres alumnes a José Echevarría, Grècia, Alemanya i França. L'any 1814 es va establir a Milà, on va guanyar l'amistat d'importants figures del món literari i musical. Va rebutjar un càrrec com a poeta de la Cort de Viena, per a dedicar-se a escriure per a l'òpera. Va produir dues obres per al compositor Johann Simon Mayr, que li van aconseguir un càrrec en La Scala. Romani es va convertir en el llibretista més estimat de la seua època, escrivint gairebé cent obres. Malgrat el seu interès per la literatura francesa, va rebutjar l'oportunitat de treballar a París.
Generalment, Romani no creava les seues pròpies històries; es mantenia al dia amb el que ocorria en l'escena teatral parisenca i adaptava les obres que s'hi havien fet populars. Però aquesta estratègia no era sempre segura, atesa l'escassa legislació sobre drets d'autor i drets de còpia que hi havia en aquella època. En una ocasió Romani va utilitzar una obra de Victor Hugo per a una òpera de Donizetti (Lucrezia Borgia), però després de les primeres funcions a París el 1840, Hugo va obtenir una ordre per a evitar altres representacions. El llibret va ser modificat i retitulat com La rinegata, i els personatges italians es van transformar en turcs.
Romani va escriure els versos de les següents òperes: de Bellini, Il pirata, I Capuleti e i Montecchi, La straniera, La sonnambula, Norma, Zaira i Beatrice di Tenda; de Rossini, Il turco in Italia; i de Donizetti, Anna Bolena i L'elisir d'amore. Verdi també va utilitzar un dels seus llibrets, que havia estat escrit en un principi per al compositor Adalbert Gyrowetz, en una de les seues primeres òperes: Un giorno di regno.
Va ser considerat com el col·laborador ideal per a Bellini, que ja havia dit: «Doneu-me bons versos i us donaré bona música». El compositor cercava en els llibrets versos amb situacions dramàtiques i fins i tot extravagants, «dissenyats per a retratar les passions de la manera més vívida», com escriuria a Florimo el 4 d'agost de 1834. Aquests versos els va trobar en el treball de Romani.
Després de compondre I puritani sobre un llibret de Carlo Pepoli, Bellini es va proposar no escriure òperes italianes amb un altre llibretista que no fóra Romani. Però el compositor moriria pocs mesos després de l'estrena d'aquesta òpera. Romani el va plorar sentidament i va escriure un obituari en què expressava el seu penediment pels desacords que havien tingut.
L'any 1834, Romani va ser nomenat editor de la Gazzetta Ufficiale Piemontese per a la qual escrivia crítica literària. Va mantenir el càrrec fins a la seua mort, menys el lapse comprès entre 1849 i 1854. Els seus poemes lírics van ser publicats en un recull l'any 1841.

## Llibrets
Per a cada llibret s'indiquen els compositors que el van musicar, la data de la primera representació i, si escau, el nou títol. De vegades les reedicions van comportar modificacions del llibret.
- La rosa bianca e la rosa rossa
  - Johann Simon Mayr (1813)
  - Pietro Generali (1818)
  - Tomás Genovés y Lapetra, Enrico y Clotilde (1831)
- Medea in Corinto
  - Johann Simon Mayr (1813)
  - Prospero Selli (1839)
  - Saverio Mercadante, Medea, revisió de Salvadore Cammarano (1851)
- Aureliano in Palmira
  - Gioachino Rossini (1813)
- Atar ossia Il serraglio di Ormus
  - Johann Simon Mayr (1814)
  - Carlo Coccia, Atar ou O serralho de Ormuz (1820)
  - Luiz Antonio Miró, Atar ou O serralho d'Ormus (1836)
- Il Turco in Italia
  - Gioachino Rossini (1814)
- Le due duchesse ossia La caccia ai lupi
  - Johann Simon Mayr (1814)
  - Filippo Celli (1824)
- L'ira di Achille
  - Giuseppe Nicolini (1814)
- La testa di bronzo o sia La capanna solitaria
  - Carlo Evasio Soliva (1816)
  - Saverio Mercadante (1827)
  - Giacomo Fontemaggi (1835)
  - Vincenzo Mela (1855)
- Maometto
  - Peter von Winter (1817)
- Rodrigo di Valenza
  - Pietro Generali (1817)
  - Ferdinando Orlandi (1820)
  - Filippo Chimeri, Elmonda di Valenza (1845)
- Mennone e Zemira
  - Johann Simon Mayr (1817)
- La gioventù di Cesare
  - Stefano Pavesi (1814)
- Le zingare dell'Asturia
  - Carlo Evasio Soliva (1817)
- Adele di Lusignano
  - Michele Carafa (1817)
  - Ramon Carnicer i Batlle (1819)
- I due Valdomiri
  - Peter von Winter (1817)
- Gianni di Parigi
  - Francesco Morlacchi (1818)
  - Giovanni Antonio Speranza (1836)
  - Gaetano Donizetti (1839 però musicat el 1831)
- Il finto Stanislao
  - Adalbert Gyrowetz (1818)
  - Giuseppe Verdi, Un giorno di regno (1840)
- Il barone di Dolshein
  - Giovanni Pacini (1818)
  - Franz Schoberlechner (1827)
- Danao
  - Johann Simon Mayr (1818)
  - Giuseppe Persiani, Danao re d'Argo (1827)
- Gl'Illinesi
  - Francesco Basily (1819)
  - Francesco Sampieri (1823)
  - Luigi Viviani, L'eroe francese (1826)
  - Feliciano Strepponi (1829)
  - Pietro Antonio Coppola, Gli Illinesi (1835)
  - Francisco Gómez, Irza (1845)
- Clemenza d'Entragues
  - Vittorio Trento (1819)
- Il falegname di Livonia
  - Giovanni Pacini (1819)
- Il califo e la schiava
  - Francesco Basily (1819)
  - Gioachino Rossini, Adina, revisió de Gherardo Bevilacqua Aldobrandini (1826)
  - Giovanni Quaquerini (1842)
- Bianca e Falliero o sia Il consiglio dei tre
  - Gioachino Rossini (1819)
- Vallace o sia L'eroe scozzese
  - Giovanni Pacini (1820)
- La sacerdotessa d'Irminsul
  - Giovanni Pacini (1820)
- I due Figaro o sia Il soggetto di una commedia
  - Michele Carafa (1820)
  - Giovanni Panizza (1824)
  - Dionisio Brogliardi (1825)
  - Saverio Mercadante (1835)
  - Giovanni Antonio Speranza (1839)
- Margherita d'Anjou
  - Giacomo Meyerbeer (1820)
- Donna Aurora o sia Il romanzo all'improvviso
  - Francesco Morlacchi (1821)
- La voce misteriosa
  - Giuseppe Mosca (1821)
  - Carlo Mellara (1823)
- Atalia
  - Johann Simon Mayr (1822)
- L'esule di Granata
  - Giacomo Meyerbeer (1822)
  - Giovanni Tadolini, Almanzor (1827)
- Adele ed Emerico ossia Il posto abbandonato
  - Saverio Mercadante (1822)
- Chiara e Serafina ossia Il pirata
  - Gaetano Donizetti (1822)
  - Alberto Mazzucato, I corsari, revisió de Temistocle Solera (1840)
- Amleto
  - Saverio Mercadante (1822)
- Chi fa così, fa bene
  - Feliciano Strepponi (1823)
- Abufar, ossia La famiglia araba
  - Michele Carafa (1823)
  - Manuel del Pópulo Vicente García, El Abufar (1827)
- Francesca da Rimini
  - Feliciano Strepponi (1823)
  - Luigi Carlini (1825)
  - Saverio Mercadante (1828)
  - Massimiliano Quilici (1829)
  - Giuseppe Staffa (1831)
  - Giuseppe Fournier (1832)
  - Giuseppe Tamburini (1835)
  - Emanuele Borgatta (1837)
  - Francesco Morlacchi (composta nel 1840, incompiuta)
  - Francesco Canneti (1843)
  - Giovanni Franchini (1857)
- Egilda di Provenza
  - Stefano Pavesi (1823)
  - Evangelista Pareira da Costa, Egilda de Provenca (1827)
- Amina ovvero L'innocenza perseguitata
  - Giuseppe Rastrelli (1824)
  - Antonio D'Antoni (1825)
  - Carlo Valentini, Amina, ossia L'orfanella di Ginevra, revisió d'Andrea Leone Tottola (1825)
- Elena e Malvina
  - Carlo Evasio Soliva (1824)
  - Ramon Carnicer i Batlle, Elena y Malvina (1829)
  - Francesco Vincenzo Schira (1832)
  - Giuseppe Mazza (1834)
  - Egisto Vignozzi (1835)
- Il sonnambulo
  - Michele Carafa (1824)
  - Luigi Ricci (1830)
  - Carlo Valentini (1834)
  - Luiz Antonio Miró, O sonambulo (1835)
  - Salvatore Agnelli, Il fantasma (1842)
  - Giuseppe Persiani, Il fantasma (1843)
- Gli avventurieri
  - Giacomo Cordella (1825)
  - Luigi Felice Rossi (1835)
  - Carlo Valentini (1836)
  - Antonio Buzzolla (1842)
  - Antonio Cagnoni, Amori e trappole, revisió de Marco Marcelliano Marcello (1850)
- Giulietta e Romeo
  - Nicola Vaccai (1825)
  - Eugenio Torriani (1828)
  - Vincenzo Bellini, I Capuleti e i Montecchi (1830)
- Il montanaro
  - Saverio Mercadante (1827)
  - Pietro Campiuti, L'incognito (1832)
  - Giovan Battista Cagnola, Il podestà di Gorgonzola (1854)
- La selva d'Hermanstadt
  - Felice Frasi (1827)
- Il pirata
  - Vincenzo Bellini (1827)
- Gastone di Foix
  - Giuseppe Persiani (1827)
  - Franciszek Mirecki, Cornelio Bentivoglio (1844)
- Il divorzio Persiano ossia Il gran bazzarro di Bassora
  - Pietro Generali (1828)
  - Feliciano Strepponi, L'ullà di Bassora (1831)
  - Giuseppe Gerli, Il pitocco (1834)
  - Giuseppe Mazza (1836)
- I saraceni in Sicilia ovvero Eufemio di Messina
  - Francesco Morlacchi (1828)
  - Daniele Nicelli, Il proscritto di Messina (1829)
  - Giuseppe Persiani, Eufemio di Messina ovvero La distruzione di Catania (1829)
  - Francesco Morlacchi, Il rinnegato (1832)
  - Ramon Carnicer i Batlle, Eufemio da Messina o Los sarracenos en Sicilia (1832)
  - Alessandro Curmy, Il proscritto di Messina (1843)
  - Angelo Agostini, Il rinnegato (1858)
- Alcina, regina di Golconda
  - Gaetano Donizetti (1828)
- Colombo
  - Francesco Morlacchi (1828)
  - Luigi Ricci (1829)
  - Ramon Carnicer i Batlle, Cristoforo Colombo (1831)
  - Luigi Bottesini, Cristoforo Colombo (1848)
  - Carlo Emanuele De Barbieri, Columbus (1848)
  - Vincenzo Mela, Cristoforo Colombo (1857)
  - Felicita Casella, Cristoforo Colombo (1865)
  - Giuseppe Marcora (1869)
- La straniera
  - Vincenzo Bellini (1829)
- Rosmonda
  - Carlo Coccia (1829)
  - Gaetano Donizetti, Rosmonda d'Inghilterra (1834)
  - Antonio Belisario (1835)
  - Pietro Tonassi e Pietro Collavo, Il castello di Woodstock (1839)
  - Otto Nicolai, Enrico II (1839)
- Saul
  - Nicola Vaccaj (1829)
  - Ferdinando Ceccherini (1843)
  - Giovanni Antonio Speranza (1844)
- Zaira
  - Vincenzo Bellini (1829)
  - Alessandro Gandini (1829)
  - Saverio Mercadante (1831)
  - Antonio Mami (1845)
- Giovanna Shore
  - Carlo Conti (1829)
  - Lauro Rossi (1836)
  - Enrico Lacroix (1845)
  - Vincenzo Bonnetti (1853)
- La rappresaglia
  - Saverio Mercadante (1829)
- Bianca di Belmonte
  - Luigi Riesck (1829)
  - Tomás Genovés y Lapetra (1833)
- Annibale in Torino
  - Luigi Ricci (1830)
- Anna Bolena
  - Gaetano Donizetti (1830)
- Il romito di Provenza
  - Pietro Generali (1831)
  - M. A. Sauli (1846)
- La sonnambula
  - Vincenzo Bellini (1831)
- Il disertore svizzero ovvero La nostalgia
  - Cesare Pugni (1831)
  - Lauro Rossi (1832)
  - Angelo Pellegrini (1841)
  - Giovanni Battista Meiners (1842)
- La neve
  - Luigi Ricci (1831)
- Norma
  - Vincenzo Bellini (1831)
- I normanni a Parigi
  - Saverio Mercadante (1832)
- Ugo, conte di Parigi
  - Gaetano Donizetti (1832)
  - Alberto Mazzucato (1843)
- L'elisir d'amore
  - Gaetano Donizetti (1832)
- Ismalia ossia Morte ed amore
  - Saverio Mercadante (1832)
  - Ramon Carnicer i Batlle (1838)
  - Vicenç Cuyàs i Borés, La fattucchiera (1838)
- Il segreto
  - Luigi Maiocchi (1833)
  - Placido Mandanici (1836)
- Caterina di Guisa
  - Carlo Coccia (1833)
  - Giuseppe Mazza (1836)
  - Luigi Savi (1838)
  - Fabio Campana (1838)
  - Francesco Chiaromonte (1850)
  - Antonio Gandolfi (1859)
  - Cenobio Paniagua y Vázquez (1859)
  - Beniamino Rossi (1861)
  - Giacomo Nascimbene, Enrico di Guisa (1868)
- Il conte d'Essex
  - Saverio Mercadante (1833)
- Parisina
  - Gaetano Donizetti (1833)
  - Tomás E. Giribaldi (1878)
- Beatrice di Tenda
  - Vincenzo Bellini (1833)
  - Rinaldo Ticci (1837)
  - Frederico Guimarães, Beatriz (1882)
- Il contrabbandiere
  - Cesare Pugni (1833)
  - Natale Perelli (1842)
- I due sergenti
  - Luigi Ricci (1833)
  - Alberto Mazzucato (1841)
  - Gualtiero Sanelli (1842)
- Lucrezia Borgia
  - Gaetano Donizetti (1833)
- La figlia dell'arciere
  - Carlo Coccia, atto III di Domenico Andreotti (1834)
  - Gaetano Donizetti, Adelia, acte tercer de Girolamo Maria Marini (1841)
  - Carlo Pedrotti (1844)
  - Valdemaro de Barbarikine, Adelia (1877)
- Un'avventura di Scaramuccia
  - Luigi Ricci (1834)
- Emma d'Antiochia
  - Saverio Mercadante (1834)
  - Giovanni Bracciolini, Emma e Ruggero (1838)
  - Vincenzo Pontani, Emma e Ruggero (1852)
  - Carlo Lovati-Cozzulani, Alda (1866)
  - Ercole Cavazza, Emma (1877)
- Un episodio del San Michele
  - Cesare Pugni (1834)
  - Giuseppe Concone (1836)
  - Luigi Savi, L'avaro (1840)
  - Ermanno Picchi, Il tre di novembre (1844)
  - Giuseppe Lombardini, La sartina e l'usurajo (1853)
  - Pietro Repetto, Un episodio del San Michele (1855)
  - Guglielmo Quarenghi, Il dì di San Michele (1863)
  - Carlo Brizzi, L'avaro (1877)
- Uggero il danese
  - Saverio Mercadante (1834)
- La gioventù di Enrico V
  - Saverio Mercadante (1834)
- Francesco Donato ossia Corinto distrutta
  - Saverio Mercadante (1835)
  - Pietro Raimondi (1842)
- Odio e amore
  - Mariano Obiols (1837)
  - Alfonso Cosentino, Laurina (1858)
- La solitaria delle Asturie o sia La Spagna ricuperata
  - Carlo Coccia (1838)
  - Saverio Mercadante (1840)
  - Luigi Ricci (1845)
  - Giuseppe Sordelli (1846)
  - Giuseppe Winter, Matilde di Scozia (1852)
- La spia ovvero Il merciaiuolo americano
  - Angelo Villanis (1850)
- Edita di Lorno
  - Giulio Litta (1853)
- Cristina di Svezia
  - Sigismund Thalberg (1855)

1. ↑  Enciclopèdia Espasa Volum núm. 48, pàg. 17 (ISBN 84-239-4519-7)